# Nữ vương xứ Sheba

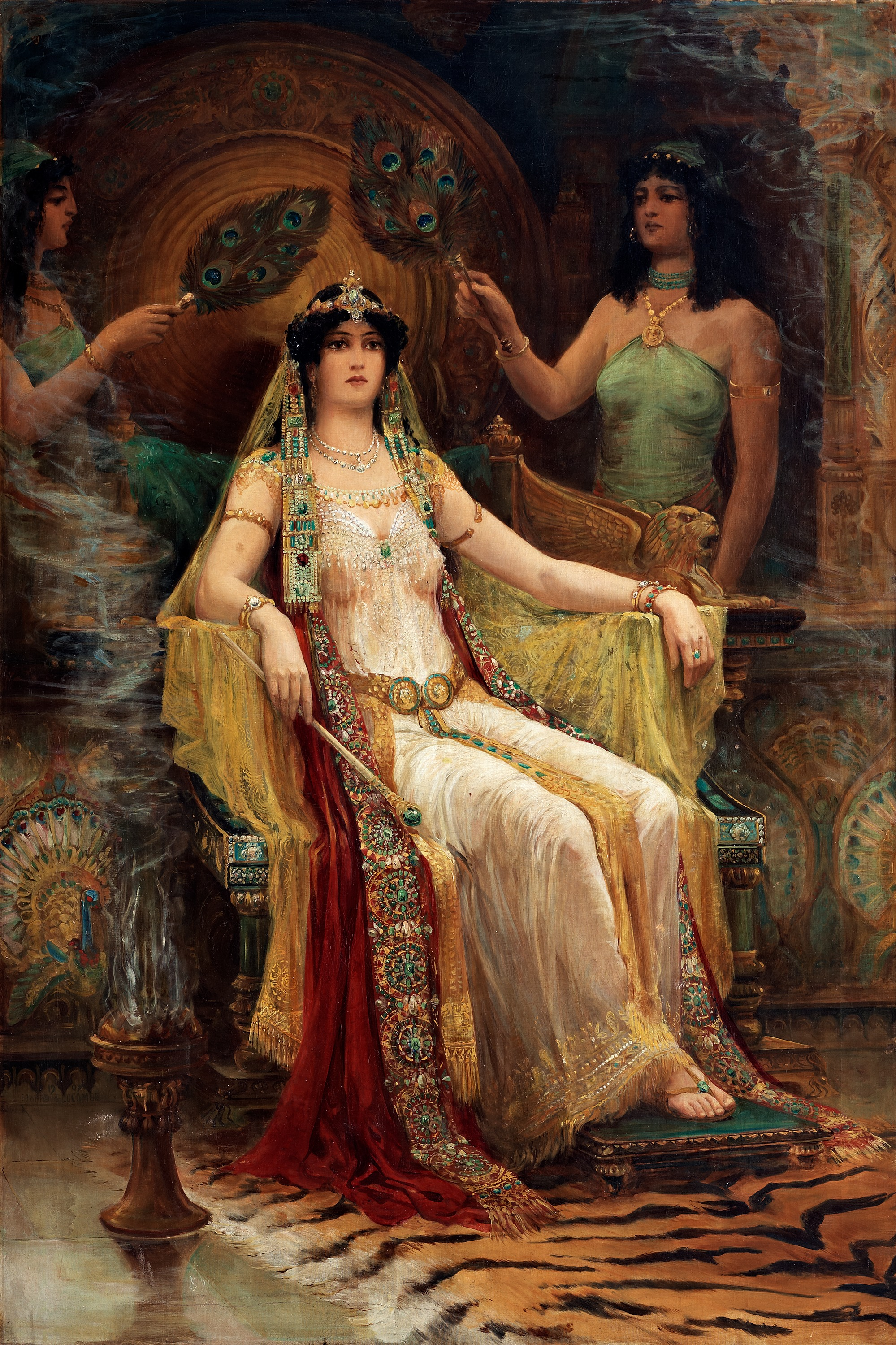
Họa phẩm về Nữ vương Sheba

Nữ vương của Sheba là một nhân vật trong Kinh Thánh. Câu chuyện về lần gặp gỡ của bà với vua Solomon đã trải qua quá trình mở rộng và thêm thắt rất chi tiết của người Do Thái, Ả Rập và Ethiopia, và đã trở thành chủ đề của một trong những huyền thoại được phổ biến rộng rãi và phong phú nhất trong Thế giới phương Đông.

## Sách tiểu sử
- Thaʿlabī, Qiṣaṣ ̣(1356 A.H.), 262–4
- Kisāʾī, Qiṣaṣ (1356 A.H.), 285–92
- G. Weil, The Bible, the Koran, and the Talmud... (1846)
- G. Rosch, Die Königin von Saba als Königin Bilqis (Jahrb. f. Prot. Theol., 1880) 524‒72
- M. Grünbaum, Neue Beiträge zur semitischen Sagenkunde (1893) 211‒21
- E. Littmann, The legend of the Queen of Sheba in the tradition of Axum (1904)
- L. Ginzberg, Legends of the Jews, 3 (1911), 411; 4 (1913), 143–9; (1928), 288–91
- H. Speyer, Die biblischen Erzählungen im Qoran (1931, repr. 1961), 390–9
- E. Budge, The Queen of Sheba and her only son Menyelek (1932)
- J. Ryckmans, L'Institution monarchique en Arabie méridionale avant l'Islam (1951)
- E. Ullendorff, Candace (Acts VIII, 27) and the Queen of Sheba (New Testament Studies, 1955, 53‒6)
- E. Ullendorff, Hebraic-Jewish elements in Abyssinian (monophysite) Christianity (JSS, 1956, 216‒56)
- D. Hubbard, The literary sources of the Kebra Nagast (St. Andrews University Ph. D. thesis, 1956, 278‒308)
- La Persécution des chrétiens himyarites au sixième siècle (1956)
- Bulletin of American Schools of Oriental Research 143 (1956) 6–10; 145 (1957) 25–30; 151 (1958) 9–16
- A. Jamme, La Paléographique sud-arabe de J. Pirenne (1957)
- R. Bowen, F. Albright (eds.), Archaeological Discoveries in South Arabia (1958)
- Encyclopedic Dictionary of the Bible (1963) 2067–70
- T. Tamrat, Church and State in Ethiopia (1972) 1270–1527
- W. Daum (ed.), Die Königin von Saba: Kunst, Legende und Archäologie zwischen Morgenland und Abendland (1988)
- J. Lassner, Demonizing the Queen of Sheba: Boundaries of Gender and Culture in Postbiblical Judaism and Medieval Islam (1993)
- M. Brooks (ed.), Kebra Nagast (The Glory of Kings) (1998)
- J. Breton, Arabia Felix from the Time of the Queen of Sheba: Eighth Century B.C. to First Century A.D. (1999)
- D. Crummey, Land and Society in the Christian Kingdom of Ethiopia: From the Thirteenth to the Twentieth Century (2000)
- A. Gunther (ed.), Caravan Kingdoms: Yemen and the Ancient Incense Trade (2005)